# Xédranawoe
Xédranawoe ou Hédjranawoé est un quartier commercial de Lomé, la capitale du Togo.